# Stok Narciarski Środula
Stok Narciarski Środula w Sosnowcu – sztuczny stok usypany w Parku Środula, stworzony w latach 2002–2005 (akt erekcyjny z 3 kwietnia 2002 roku) na terenach po niegdysiejszych polach PGR, przekształconych w ramach rewitalizacji terenów pokopalnianych z materiału z likwidacji hałdy byłej kopalni „Sosnowiec”. Generalnym wykonawcą obiektu była kopalnia piasku "Maczki-Bór". Projekt architektoniczny wykonali Jurand Jarecki i Marek Gierlotka. Do budowy zużyto około milion metrów sześciennych ziemi. Wysokość najwyższego punktu to prawie 319,5 m n.p.m.
Do 2010 roku wydzierżawiony firmie prywatnej funkcjonował jako Dolomity Sportowa Dolina 2. Po przejęciu przez miasto przez krótki okres jako Sportowa Dolina 2, dalej jako Kompleks Rekreacyjno-Sportowy przy ulicy 3 Maja 51 by ostatecznie funkcjonować pod nazwą Stok Narciarski Środula. W wyniku wypowiedzenia umowy przez miasto, sąd nakazał zapłatę 3,9 mln odszkodowania; Należna kwota wraz z odsetkami została pobrana z kont miasta w 2016 roku. W 2011 roku stok został ponownie uruchomiony przez MOSIR Sosnowiec. 
Stok stanowi też punkt widokowy, który obejmuje swoim zasięgiem niemalże cały teren Sosnowca.
Na stoku znajdują się trzy trasy narciarskie:
- duży stok, długość 450 m, różnica poziomów 50 m

- średni stok, długość 300 m, różnica poziomów 50 m

- mały stok, długość 150 m, różnica poziomów 5 m

## Infrastruktura
Trasy obsługiwane są przez trzy wyciągi orczykowe. Trasy posiadają sztuczne oświetlenie. Na stoku zainstalowane są armatki śnieżne które wodę czerpią ze specjalnie zbudowanego na potrzeby stoku stawu. Poniżej stawu sztucznego jest staw naturalny. Oba stoki są oświetlone. Trasy wyrównywane są z użyciem ratraku. W 2013 został uruchomiony elektroniczny system poboru opłat z kartami magnetycznymi. 

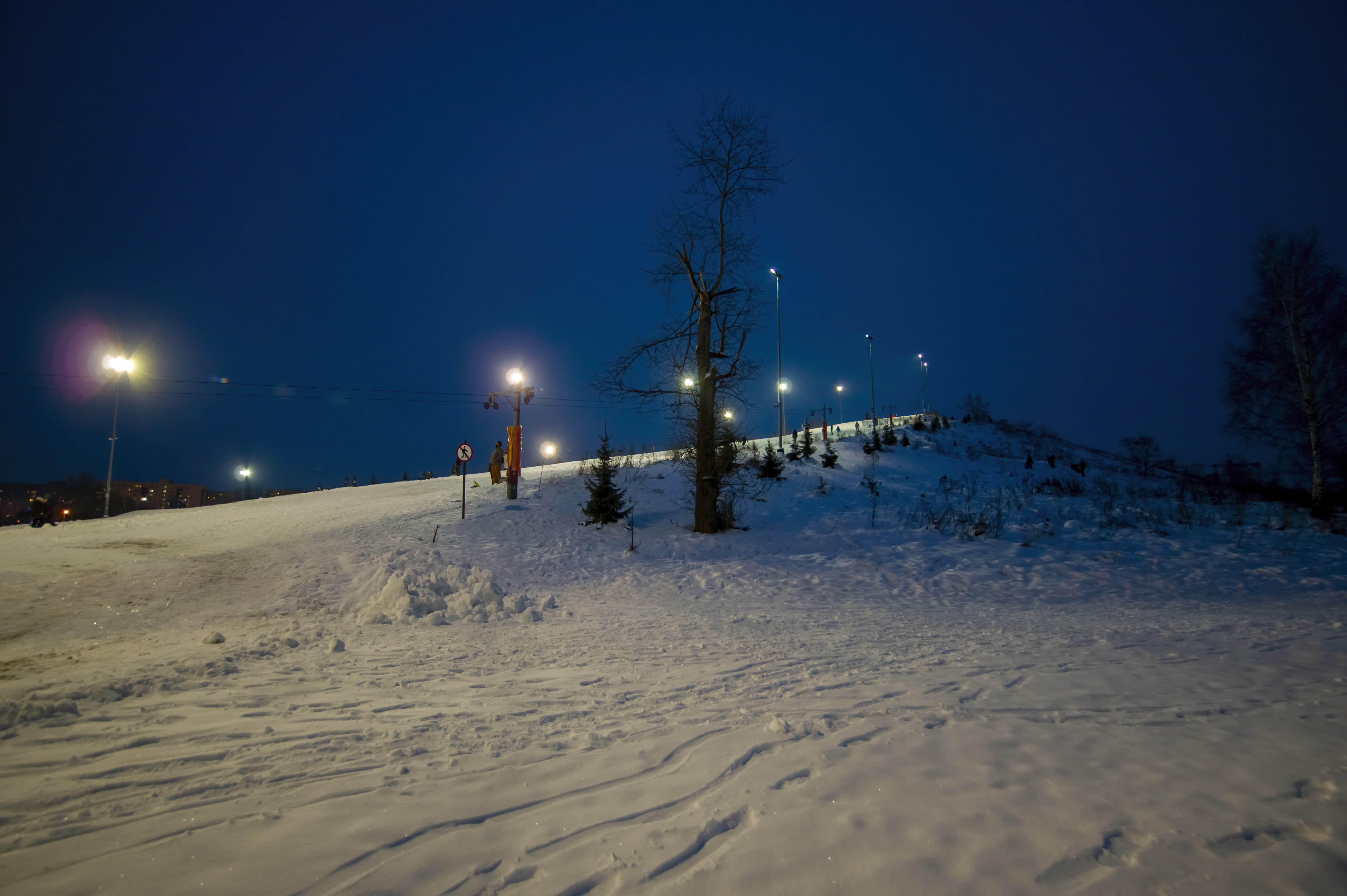
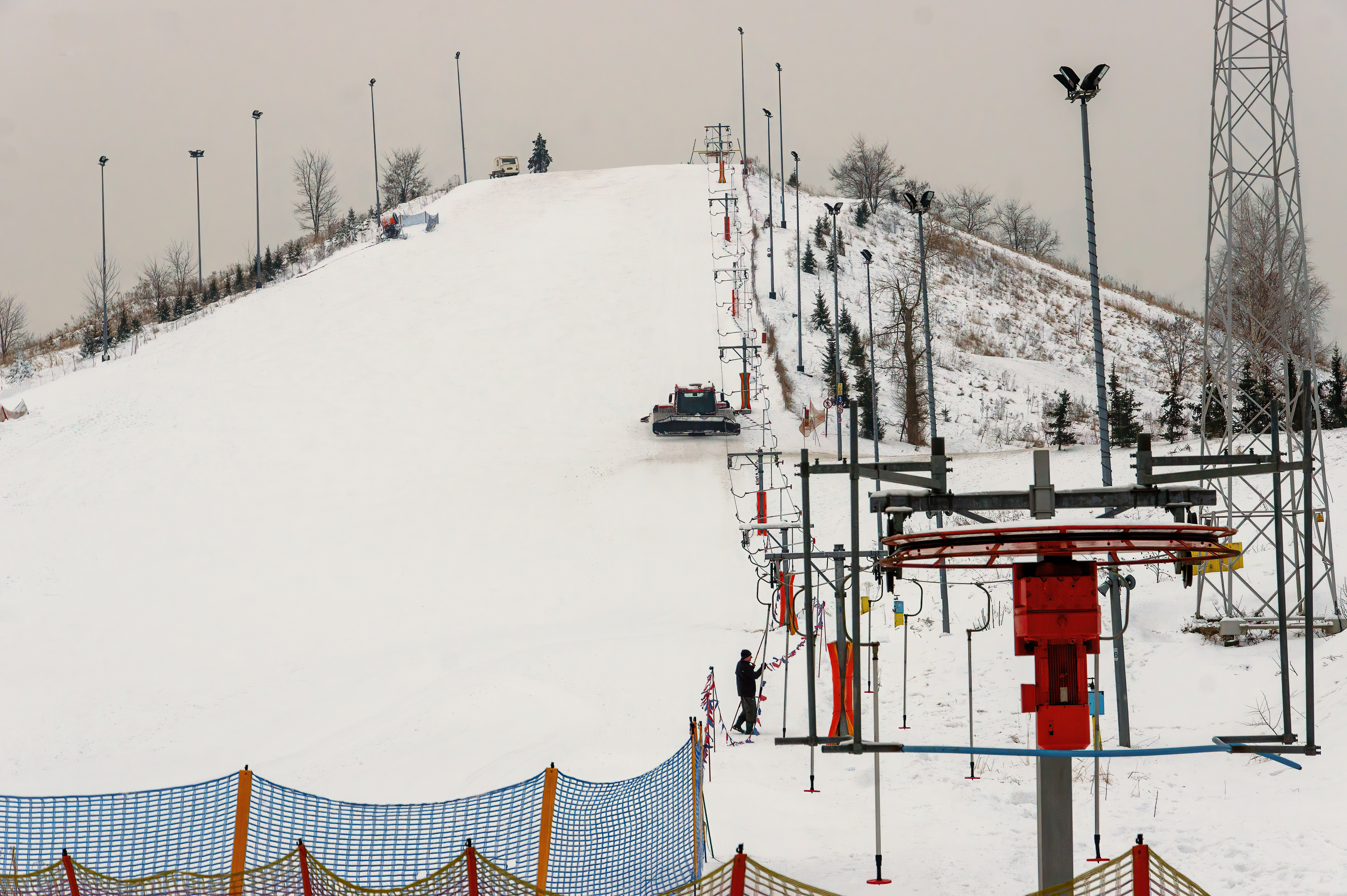
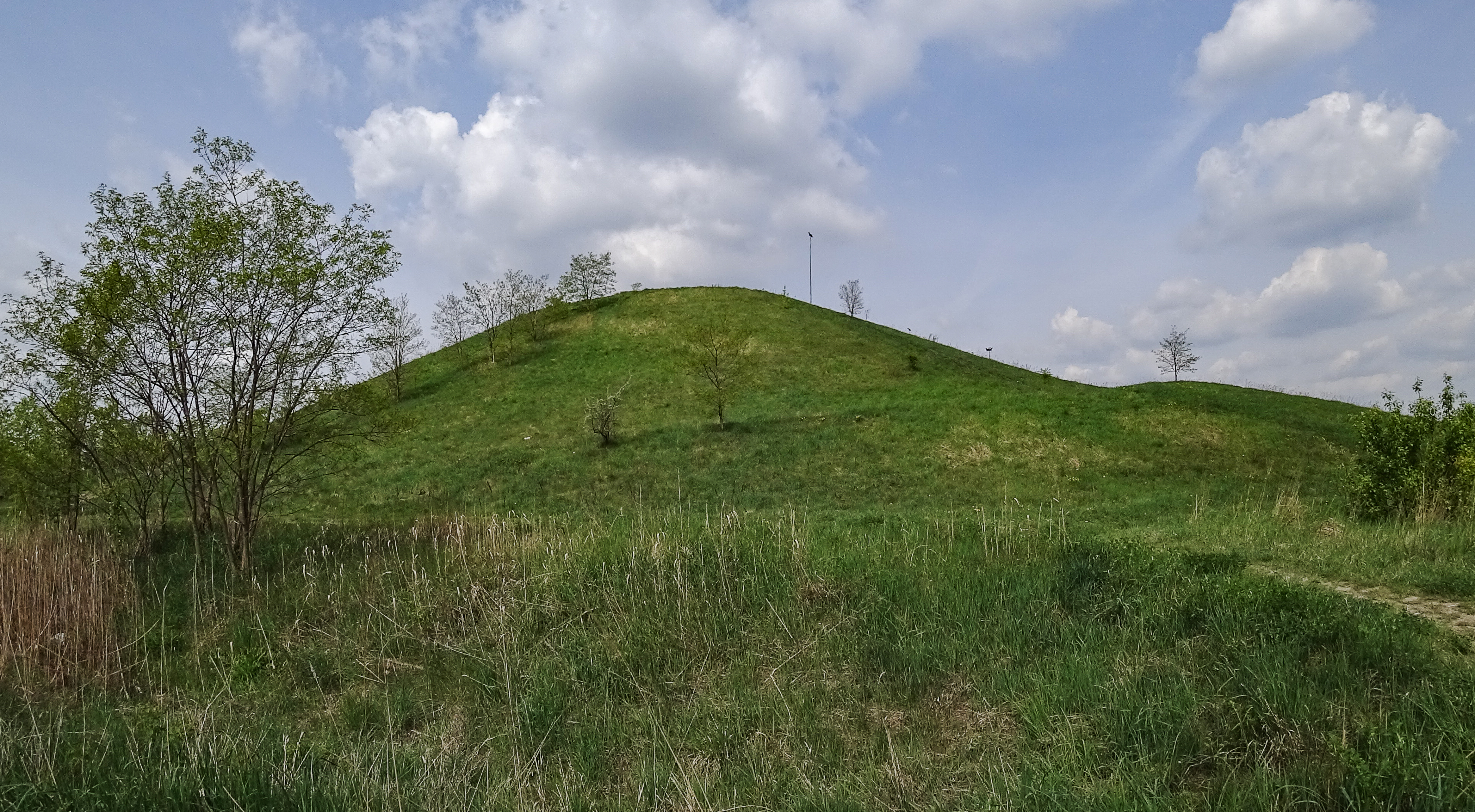
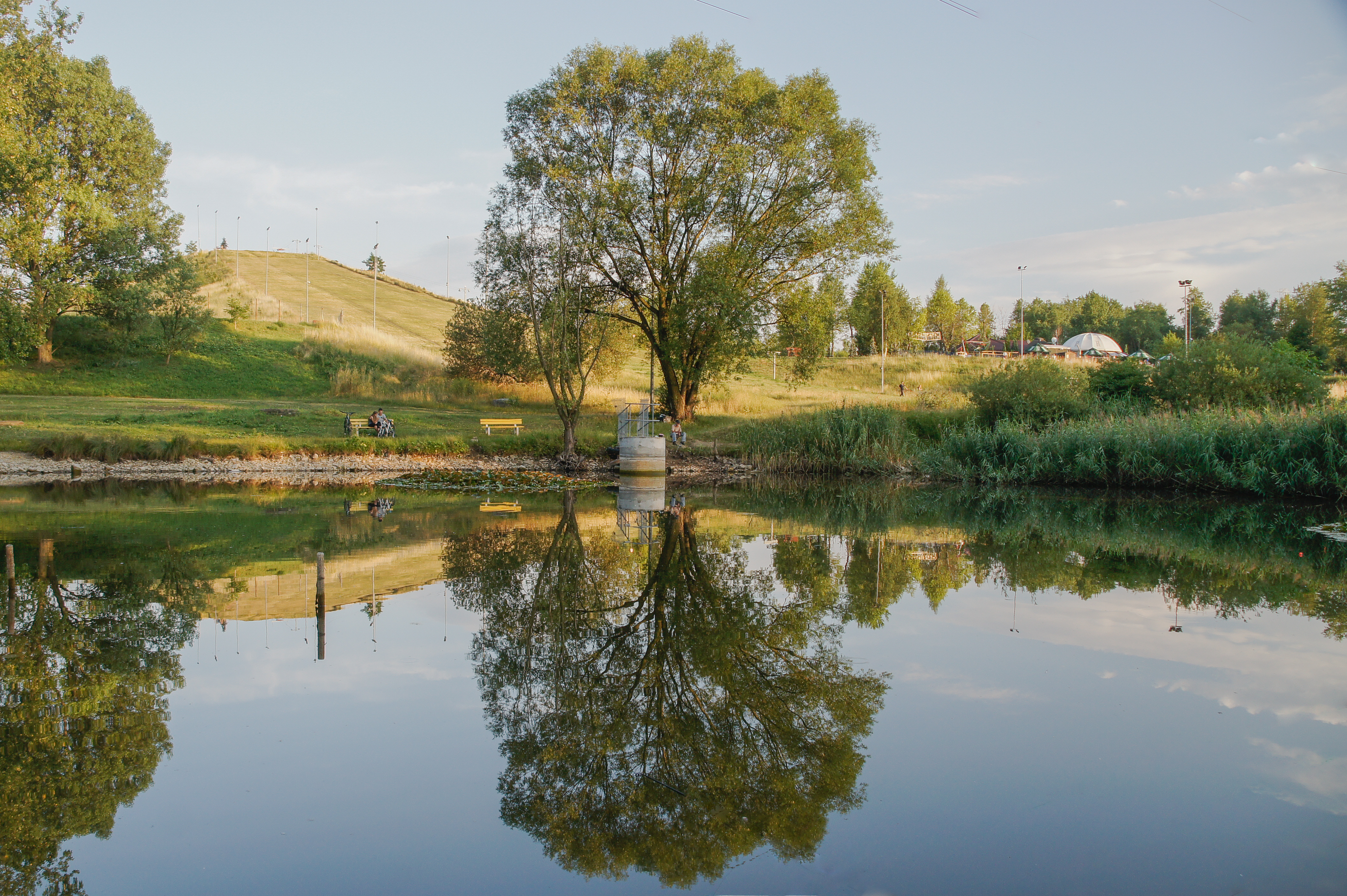

Dostępne są także:
- wypożyczalnia sprzętu sportowego

- serwis

- szkoła narciarska

- szkoła snowboardowa

- bar / restauracja

## Imprezy i zawody
- Puchar Sosnowca w Narciarstwie Alpejskim